# Hemioplisis hortularia
Hemioplisis hortularia är en fjärilsart som beskrevs av George Duryea Hulst 1886. Hemioplisis hortularia ingår i släktet Hemioplisis och familjen mätare. Inga underarter finns listade i Catalogue of Life.